# Elena Albu

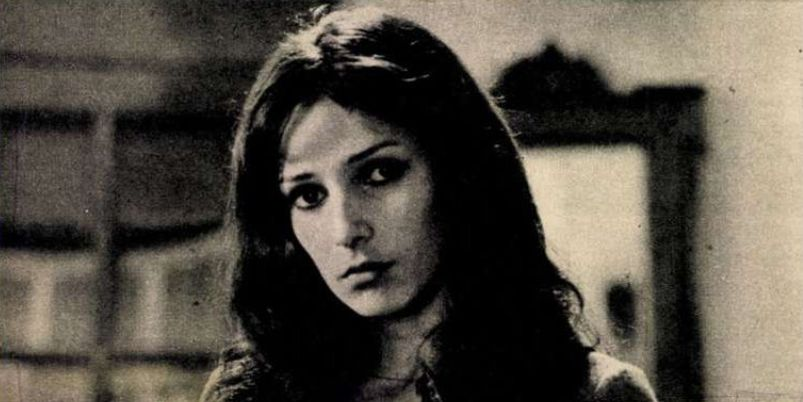
Elena Albu, 1970er-Jahre

Elena Albu (* 1. September 1949 in Iași; † März 2003) war eine rumänische Schauspielerin.
Albu studierte an der Bukarester IATC, wo sie 1973 auch ihren Abschluss machte. Bereits im Jahr zuvor war sie in ersten Rollen auf der Bühne und im Kino zu sehen. Im Laufe der Jahre sah man sie regelmäßig, darunter in vielen Produktionen ihres Ehemannes, Regisseur Mircea Veroiu. Hauptsächlich war sie jedoch als Theaterschauspielerin aktiv.
Als solche begann sie in Reșița mit Frau Warrens Gewerbe und hielt für ihre Interpretation von Arden von Faversham in Ploiești den Preis der Asociația Oamenilor de Teatru și Muzică (A.T.M.). Mehrere Jahre verbrachte sie mit ihrem Mann ab 1989 in Frankreich, bevor beide in ihr Heimatland zurückkehrten.
Ihre letzte Theaterrolle spielte sie in der Saison 1998/99 im Stück Die Schneemenschen. 2003 starb sie in ihrer Wohnung an einer Hirnblutung und wurde am 16. März gefunden.

## Filmografie (Auswahl)
- 1973: Apachen
- 1980: Auftrag ‘Concordia’ (Detesamentul ‘Concordia’)
- 1994: Somnul insolei